# Красногвардейский район (Оренбургская область)
Красногварде́йский райо́н — административно-территориальная единица (район) и муниципальное образование (муниципальный район) в Оренбургской области России.
Административный центр — село Плешаново.

## География
Район расположен на северо-западе Оренбургской области. Граничит с Матвеевским, Пономаревским, Александровским, Новосергиевским, Сорочинским и Грачёвским районами области. Площадь территории 2891 км². Район имеет протяженность с севера на юг 68,3 км, с запада на восток 66,1 км.

## История
Красногвардейский район является одним из самых молодых районов Оренбуржья. Образован указом Президиума Верховного Совета РСФСР 30 декабря 1966 года путём выделения из состава Сорочинского района. Большая часть района входила в состав Ток-Суранского кантона (Ток-Чуранского) Автономной Башкирской Советской Республике с ноября 1917 года по 21 октября 1924 года.
Первоначально земли принадлежали башкирам-вотчинникам, но коммерсант, купец первой гильдии, ростовский наследственный почётный гражданин Иван Михайлович Плешанов и бузулукский купец второй гильдии Фёдор Фёдорович Красиков выкупили некоторые территории у башкир по низкой цене общей стоимостью в 64 4417 рублей. Позднее была выкуплена земля у Слободчикова и других землевладельцев, на которой разместились хутора.
В 1890 году земельная комиссия Гальбштадской и Гнаденфельдской сельских общин Бердянского уезда Таврической губернии приобрела у купцов И. М. Плешанова и Ф. Ф. Красикова 20388 десятин земли по цене в 30 и 32 рубля за десятину для основания 16 посёлков Ново-Самарского поселения. Окончательная продажная цена была установлена по 34 рубля за десятину.
9 марта 2005 года в соответствии с законом Оренбургской области № 1901/343-III-ОЗ в составе района образовано 16 муниципальных образований (сельских поселений), установлены границы муниципальных образований.

## Население
| 2002    | 2003    | 2004    | 2009    | 2010    | 2012    | 2013    | 2014    | 2015    |
| ------- | ------- | ------- | ------- | ------- | ------- | ------- | ------- | ------- |
| 25 451  | ↘25 400 | ↘24 900 | ↘23 088 | ↘21 097 | ↘20 618 | ↘20 339 | ↘19 974 | ↘19 729 |
| 2016    | 2017    | 2018    | 2019    | 2020    | 2021    |         |         |         |
| ↘19 527 | ↘19 224 | ↘19 088 | ↘18 722 | ↘18 395 | ↘17 535 |         |         |         |

### Национальный состав
По итогам переписи населения 2020 года: русские — 55,9 %, башкиры  — 27,3 %, татары - 6,1 %, немцы - 4,1 %, украинцы - 2,1 %, казахи - 1,9 %.
Красногвардейский район, наряду с Кувандыкским и Александровским районами является местом компактного расселения башкирского населения в Оренбургской области. Башкирские населённые пункты: Верхнеильясово, Малоюлдашево, Новоюлдашево, Староюлдашево, Бахтиярово, Пролетарка, Карьяпово, Яиково, Пушкинский, Юлты, Юринский, Нижнеильясово, Среднеильясово. Также башкир много в Плешанове, Донском, Нижнекристалке, Токском. Татарские населённые пункты: Ибряево, Утеево.

## Территориальное устройство
Красногвардейский район как административно-территориальная единица области включает 15 сельсоветов. В рамках организации местного самоуправления, Красногвардейский муниципальный район включает соответственно 15 муниципальных образований со статусом сельских поселений (сельсоветов):
| №  | Муниципальное образование   | Административный центр | Количество населённых пунктов | Население (чел.) | Площадь (км²) |
| -- | --------------------------- | ---------------------- | ----------------------------- | ---------------- | ------------- |
| 1  | Дмитриевский сельсовет      | посёлок Кристалка      | 2                             | ↘399             | 133,05        |
| 2  | Залесовский сельсовет       | село Залесово          | 2                             | ↘296             | 130,24        |
| 3  | Кинзельский сельсовет       | село Кинзелька         | 5                             | ↘891             | 334,69        |
| 4  | Нижнекристальский сельсовет | посёлок Нижнекристалка | 2                             | ↘765             | 229,14        |
| 5  | Никольский сельсовет        | село Никольское        | 2                             | ↘252             | 81,34         |
| 6  | Новоюласенский сельсовет    | село Новоюласка        | 1                             | ↘368             | 87,17         |
| 7  | Плешановский сельсовет      | село Плешаново         | 7                             | ↘6239            | 163,10        |
| 8  | Подольский сельсовет        | село Подольск          | 7                             | ↘3025            | 290,19        |
| 9  | Преображенский сельсовет    | село Преображенка      | 4                             | ↘638             | 180,63        |
| 10 | Пролетарский сельсовет      | посёлок Пролетарка     | 5                             | ↘1156            | 135,77        |
| 11 | Пушкинский сельсовет        | посёлок Пушкинский     | 4                             | ↘920             | 304,86        |
| 12 | Свердловский сельсовет      | посёлок Свердловский   | 6                             | ↗694             | 357,52        |
| 13 | Староникольский сельсовет   | село Староникольское   | 2                             | ↘301             | 68,94         |
| 14 | Токский сельсовет           | село Токское           | 5                             | ↘1246            | 181,23        |
| 15 | Яшкинский сельсовет         | село Яшкино            | 5                             | ↘893             | 212,65        |

Законом Оренбургской области от 16 ноября 2012 года был упразднён Ивановский сельсовет, все населённые пункты которого были включены в состав Подольского сельсовета.

### Населённые пункты
В Красногвардейском районе 59 населённых пунктов.
| №  | Населённый пункт | Тип     | Население | Муниципальное образование   |
| -- | ---------------- | ------- | --------- | --------------------------- |
| 1  | Александровка    | посёлок | 26        | Кинзельский сельсовет       |
| 2  | Бахтиярово       | село    | ↗352      | Пролетарский сельсовет      |
| 3  | Верхнеильясово   | деревня | 289       | Плешановский сельсовет      |
| 4  | Владимировка     | село    | 34        | Залесовский сельсовет       |
| 5  | Вознесенка       | село    | 251       | Кинзельский сельсовет       |
| 6  | Горный           | посёлок | 26        | Яшкинский сельсовет         |
| 7  | Грачёвка         | село    | 270       | Яшкинский сельсовет         |
| 8  | Гремучий         | посёлок | 17        | Староникольский сельсовет   |
| 9  | Долинск          | посёлок | 434       | Токский сельсовет           |
| 10 | Донское          | село    | 2035      | Плешановский сельсовет      |
| 11 | Дрыгин Сад       | посёлок | 49        | Яшкинский сельсовет         |
| 12 | Ермаково         | посёлок | 65        | Свердловский сельсовет      |
| 13 | Залесово         | село    | 374       | Залесовский сельсовет       |
| 14 | Ибряево          | село    | 307       | Преображенский сельсовет    |
| 15 | Ивановка         | село    | 483       | Подольский сельсовет        |
| 16 | Ишалка           | посёлок | ↗457      | Пролетарский сельсовет      |
| 17 | Калтан           | село    | 322       | Подольский сельсовет        |
| 18 | Карьяпово        | деревня | ↗203      | Пролетарский сельсовет      |
| 19 | Кинзелька        | село    | 729       | Кинзельский сельсовет       |
| 20 | Клинок           | посёлок | 160       | Плешановский сельсовет      |
| 21 | Комсомолец       | посёлок | 16        | Токский сельсовет           |
| 22 | Красиково        | село    | 413       | Подольский сельсовет        |
| 23 | Кристалка        | посёлок | 442       | Дмитриевский сельсовет      |
| 24 | Кутерля          | село    | 227       | Подольский сельсовет        |
| 25 | Луговск          | село    | 908       | Подольский сельсовет        |
| 26 | Майский          | посёлок | 30        | Яшкинский сельсовет         |
| 27 | Малоюлдашево     | деревня | 143       | Плешановский сельсовет      |
| 28 | Нижнеильясово    | деревня | 151       | Токский сельсовет           |
| 29 | Нижнекристалка   | посёлок | 836       | Нижнекристальский сельсовет |
| 30 | Никольское       | село    | 281       | Никольский сельсовет        |
| 31 | Новопетровка     | село    | 222       | Свердловский сельсовет      |
| 32 | Новоюласка       | село    | ↘368      | Новоюласенский сельсовет    |
| 33 | Новоюлдашево     | деревня | 146       | Плешановский сельсовет      |
| 34 | Отделение 5      | посёлок | 99        | Свердловский сельсовет      |
| 35 | Петровское       | село    | 78        | Дмитриевский сельсовет      |
| 36 | Петропавловка    | деревня | 8         | Кинзельский сельсовет       |
| 37 | Плешаново        | село    | ↘3448     | Плешановский сельсовет      |
| 38 | Подольск         | село    | 703       | Подольский сельсовет        |
| 39 | Покровка         | село    | 6         | Преображенский сельсовет    |
| 40 | Преображенка     | село    | 353       | Преображенский сельсовет    |
| 41 | Пролетарка       | посёлок | ↗460      | Пролетарский сельсовет      |
| 42 | Пушкинский       | посёлок | 628       | Пушкинский сельсовет        |
| 43 | Свердловский     | посёлок | 438       | Свердловский сельсовет      |
| 44 | Среднеильясово   | деревня | 173       | Токский сельсовет           |
| 45 | Старобогдановка  | село    | 204       | Пушкинский сельсовет        |
| 46 | Староникольское  | село    | 385       | Староникольский сельсовет   |
| 47 | Староюлдашево    | село    | 405       | Подольский сельсовет        |
| 48 | Степной          | посёлок | 118       | Кинзельский сельсовет       |
| 49 | Степной          | посёлок | 54        | Свердловский сельсовет      |
| 50 | Токское          | село    | ↗651      | Токский сельсовет           |
| 51 | Утеево           | село    | 154       | Преображенский сельсовет    |
| 52 | Учкаин           | посёлок | 83        | Нижнекристальский сельсовет |
| 53 | Фрунзенский      | посёлок | 92        | Никольский сельсовет        |
| 54 | Юговка           | посёлок | 173       | Плешановский сельсовет      |
| 55 | Южный            | посёлок | 23        | Свердловский сельсовет      |
| 56 | Юлты             | село    | 306       | Пушкинский сельсовет        |
| 57 | Юринский         | посёлок | 110       | Пушкинский сельсовет        |
| 58 | Яиково           | деревня | ↗207      | Пролетарский сельсовет      |
| 59 | Яшкино           | село    | ↘724      | Яшкинский сельсовет         |

### Упразднённые населённые пункты
25 мая 1998 года были упразднены село Булатово и село Алексеевка.
9 марта 2005 года были упразднены посёлки Васильковка, Камышлинский и Подгорный.

## Экономика
Сельское хозяйство специализируется на производстве зерна и молочно-мясное животноводстве, которое является основой экономического потенциала района. Посевные площади составляют 111,9 тыс. га. Главная зерновая культура: яровая пшеница. Значительны посевы под озимыми. Также в выращивается подсолнечник. Около 14 % пахотных земель занимают кормовые культуры.

## Археология
- К мезолиту относится Старотокская стоянка, расположенная близ устья реки Турганик (левобережье реки Ток) у села Ивановка[31].
- Черепа из могильника «Красноярка», расположенного к северо-востоку от села Юлты, на правом берегу реки Ток относятся к эпохе энеолита (4035-3992 гг. до н. э.)[32].

## Люди, связанные с районом
- В селе Верхнеильясове родились башкирский драматург и фольклорист Бурангулов, Мухаметша Абдрахманович и народный певец и музыкант Бурангулов, Мажит Фазлыевич.
- В селе Юлты родился башкирский писатель Даут Юлтый.
- В селе Староюлдашеве жил башкирский поэт Муллабаев Сулейман Минлегужиевич.
- В деревне Малоюлдашеве родилась актриса Абитаева Ямиля Зулькафилевна.